# Chula Vista (hrabstwo Cameron)
Chula Vista – jednostka osadnicza w Stanach Zjednoczonych, w stanie Teksas, w hrabstwie Cameron.